# 吉頂寺晃
吉頂寺 晃（、1906年（明治39年）4月7日 - 不明）は、日本の俳優。本名は岡崎 光彦（旧名・岡崎 光）、旧芸名に吉頂寺 光、吾妻 三郎。東京市神田区出身。

## 来歴

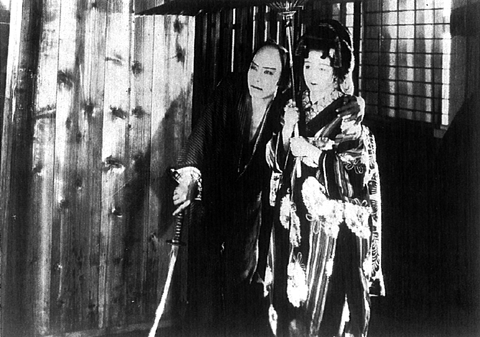
『懺悔の刃』のスチル写真。左が吾妻（吉頂寺）、右は小波初子。

第一早稲田高等学院を中退した後、高松プロ吾妻撮影所の研究生となる。
1926年（大正15年）、タカマツ・アズマプロ製作の『男児一諾』でデビューする。翌1927年1月、松竹蒲田撮影所に移り、吾妻三郎に改名。小津安二郎監督のデビュー作『懺悔の刃』などに主演するが、松竹蒲田が時代劇の制作を停止したことから退社。1928年2月に河合プロダクションに入社するが、同年6月に東亜キネマに移籍し、芸名を吉頂寺 光に戻す。1930年1月、帝国キネマ長瀬撮影所に移籍し、新興キネマに組織変更された後も在籍。1935年1月、芸名を二つに分け、京都太秦の時代劇は吉頂寺 光名義で出演し、東京大泉の現代劇は岡崎 光彦名義で出演した。1942年の大映設立の際に退社。終戦後は東宝の専属俳優となり、吉頂寺 晃に改名。
東宝専属時代は、クレジットされないエキストラとしての出演が大多数を占めている。1970年（昭和45年）に専属俳優の一斉解雇が行われるまで東宝に在籍。翌年に公開された『父ちゃんのポーが聞える』が東宝における最後の出演映画となった。東宝との契約解除後はモデルクラブボンドに所属。テレビCMに出演するなど1980年代頃まで俳優業を続けた。

## 人物・エピソード
デビュー当時は阪東妻三郎の人気が上がってきたころで、映画各社が阪妻そっくりのチャンバラスタアをつくろうとしていた。「吾妻三郎」は「阪東妻三郎のそっくりさん」ということで売り出され、これに似せて着けられた芸名で、誰も「あづま」とは読まず、「われ妻三郎」と読んでいた。場末の三本立ての館などでは、阪妻に顔も似ていて「妻三郎」でもあるのでだまされて入った客も相当いたという。

## 出演作品

### 映画
- 男児一諾（1926年、タカマツ・アズマプロ）[10]
- 懺悔の刃（1927年、松竹） - 木更津の佐吉
- 江戸城総攻め（1930年、帝キネ） - 沖田総司
- 万五郎青春期（1934年、新興） - 中納言継友
- 花婿突進（1934年、新興） - 禎三
- 福寿草（1935年、新興） - 満雄
- 乙女橋（1936年、新興） - 若者
- 五月晴一本鎗（1936年、新興） - 弓削新左衛門
- 磯の夕波（1936年、新興） - 安藤
- 豪快一代男（1936年、新興） - 倉橋幸蔵
- 母の花園（1936年、新興） - 恭二
- 皇軍一度起たば（1937年、新興） - 伊藤清作上等兵
- 呼子鳥 前後篇（1937年、新興） - 松村鴻吉
- 女の魂（1939年、新興） - 松田
- 血の歓喜（1939年、新興） - 新聞記者
- 港へ来た男（1952年、東宝）
- 夜の終り（1953年、東宝） - 中華料理屋の親爺
- 次郎長三国志 第五部 殴込み甲州路（1953年、東宝）
- 太平洋の鷲（1953年、東宝） - 重爆機長[12][注釈 4]
- 七人の侍（1954年、東宝） - 斬り殺された百姓
- 宮本武蔵（1954年、東宝） - 斬り殺される侍
- ゴジラシリーズ（東宝）
  - ゴジラ（1954年） - 海上保安庁係官[2][3][4][注釈 5]
  - ゴジラの逆襲（1955年） - 海洋漁業社員[13][4][注釈 5]
  - キングコング対ゴジラ（1962年） - パシフィック製薬関係者[4]、ファロ島島民[4]、新聞記者[4][注釈 5]
  - モスラ対ゴジラ（1964年） - 防衛隊幹部[5][4][注釈 5]
  - 三大怪獣 地球最大の決戦（1964年） - 塚本博士の助手[3][注釈 5]
  - 怪獣大戦争（1965年） - 政府関係者[要出典][注釈 5]
  - 怪獣総進撃（1968年） - 統合防衛司令部の将校、国連科学委員会技師[要出典][注釈 5]
  - ゴジラ・ミニラ・ガバラ オール怪獣大進撃（1969年） - 野次馬[要出典][注釈 5]
- 透明人間（1954年、東宝） - クラブの客[14][注釈 5]
- 獣人雪男（1955年、東宝） - 村落の男[15][注釈 5]
- 浮雲（1955年、東宝） - 踊る信者
- 空の大怪獣ラドン（1956年） - 炭鉱職員[要出典][注釈 5]
- 裸足の青春（1956年、東宝） - 郵便局長
- 白夫人の妖恋（1956年、東宝） - 呂祖廟の民[要出典][注釈 5]
- へそくり社長（1956年、東宝）
- 「元禄忠臣蔵 大石最後の一日」より 琴の爪（1957年、東宝） - 小野寺十内
- 地球防衛軍（1957年、東宝） - 村人、防衛軍幹部[要出典][注釈 5]
- 変身人間シリーズ（東宝）
  - 美女と液体人間（1958年） - 「ホムラ」の酔客[注釈 5]
  - 電送人間（1960年） - キャバレーの客[要出典][注釈 5]
- 大怪獣バラン（1958年、東宝） - 防衛隊幹部[要出典][注釈 5]
- 裸の大将（1958年、東宝） - 闇市の男、花火の見物人 [2役][注釈 5]
- 宇宙大戦争（1959年、東宝） - 演説応援の政府関係者、会議出席者[要出典][注釈 5]
- 日本誕生（1959年、東宝） - 重臣、大和の民 [2役][要出典][注釈 5]
- 暗黒街の顔役（1959年、東宝） - 大京ホテルのフロント係[注釈 5]
- 野獣死すべし（1959年、東宝） - 空港の見送り客[注釈 5]
- ハワイ・ミッドウェイ大海空戦 太平洋の嵐（1960年、東宝） - 軍医[要出典][注釈 5]
- サラリーマン出世太閤記・完結篇 花婿部長No.1（1960年、東宝）
- 花のセールスマン 背広三四郎（1960年、東宝） - 村松社長
- 娘・妻・母（1960年、東宝） - 通夜の参列客[注釈 5]
- 暗黒街の弾痕（1961年、東宝） - 債権者[注釈 5]
- 世界大戦争（1961年、東宝） - 大蔵大臣[要出典][注釈 5]
- モスラ（1961年） - 男B[12][注釈 6]
- 黒い画集 第二話 寒流（1961年、東宝） - 銀行重役[注釈 5]
- 紅の海（1961年、東宝） - ロマンスの客、海上保安官 [2役][注釈 5]
- 顔役暁に死す（1961年、東宝） - カジノバーの客[注釈 5]
- アワモリ君シリーズ（東宝）
  - アワモリ君売出す（1961年） - 水着ショーを見る紳士
  - アワモリ君乾杯!（1961年） - 一平
- 日本一の若大将（1962年、東宝） - 重役
- 妖星ゴラス（1962年、東宝） - 政府関係者[要出典][注釈 5]
- 海底軍艦（1963年、東宝） - 防衛庁幹部[3][注釈 5]
- 太平洋の翼（1963年、東宝） - 大和の参謀、木根川町の避難民[要出典][注釈 5]
- 青島要塞爆撃命令（1963年、東宝） - 艦隊参謀[要出典][注釈 5]
- 江分利満氏の優雅な生活（1963年、東宝） - 香具師の客[注釈 5]
- 君も出世ができる（1964年、東宝） - 東和観光重役[注釈 5]
- 乱れる（1964年、東宝） - 列車の乗客[注釈 5]
- クレージー映画（東宝）
  - 大冒険（1965年） - ナチス陰謀団隊員[要出典][注釈 5]
  - クレージーの無責任清水港（1966年） - 賭場の客[注釈 5]
  - クレージーだよ奇想天外 （1966年） - 大聖グループ重役[注釈 5]
  - クレージー大作戦（1966年） - 老警官
  - 日本一の男の中の男（1967年） - 「丸菱造船」人事部社員[注釈 5]
  - クレージーの大爆発（1969年） - 料亭の客、銀行の男、進歩的文化人団体員[注釈 5]
- 肉体の学校（1965年、東宝） - 元皇族
- フランケンシュタイン対地底怪獣（1965年、東宝） - 記者、新聞社社員[要出典][注釈 5]
- フランケンシュタインの怪獣 サンダ対ガイラ（1966年、東宝） - 自衛隊幹部（統合幕僚会議副議長）、病院の見舞客（海外版）[要出典][注釈 5]
- 奇巌城の冒険（1966年、東宝） - ペシルの民[注釈 5]
- 暴れ豪右衛門（1966年、東宝） - 老僧
- あこがれ（1966年、東宝）- 食堂の客、桟橋の見送り人[注釈 5]
- 乱れ雲（1967年、東宝）
- 8.15シリーズ（東宝）
  - 日本のいちばん長い日（1967年） - 梅津参謀総長
  - 連合艦隊司令長官 山本五十六（1968年） - 軍令部参謀[要出典][注釈 5]
  - 日本海大海戦（1969年） - 島根の漁民[要出典][注釈 5]
  - 激動の昭和史 軍閥（1970年） - 毎日新聞記者、橋田邦彦[注釈 5]
  - 激動の昭和史 沖縄決戦（1971年） - 県庁幹部[要出典][注釈 5]
- キングコングの逆襲（1967年、東宝） - 警備本部幹部[要出典][注釈 5]
- 空想天国（1968年、東宝） - サッカー場の観客A[注釈 5]
- 狙撃（1968年、東宝）- ファッション・ショーの客[注釈 5]
- 緯度0大作戦（1969年、東宝） - 客船の乗客[要出典][注釈 5]
- ゲゾラ・ガニメ・カメーバ 決戦!南海の大怪獣 （1970年、東宝） - 飛行機の乗客[要出典][注釈 5]
- 父ちゃんのポーが聞える （1971年、東宝）[1]

### テレビ
- ウルトラセブン 第8話「狙われた街」（1967年、TBS） - 弔問客[5]
- 東京バイパス指令（1968年、NTV）
- 昔三九郎 第13話「刀が夜泣きする」（1968年、NTV）
- 五人の野武士 第22話「陰謀」（1969年、NTV）
- 大忠臣蔵（1971年、NET） - 老中

### CM
- エバラ食品工業（1981年） - 和尚